# Retrato de una leona
Retrato de una leona es el noveno episodio de la serie mexicana Gritos de muerte y libertad.

## Sinopsis
Es 1812, Leona Vicario, una joven criolla, contra los deseos de la corona española y las de su propio tío, financia la causa insurgente y en una serie de eventos para ayudar a la independencia, Leona comienza a enamorarse de un joven pasante de leyes, Andrés Quintana Roo.  Al enterarse de sus amoríos con Quintana Roo y de su apoyo a los independentistas, el tío de Leona la denuncia con las autoridades y es juzgada por traición a la corona española.  Sin embargo la joven Vicario logra evadir todas las preguntas de su juicio y es sentenciada a la confiscación de sus bienes y a quedarse de por vida en el convento de Belén de las Momochas, totalmente incomunicada.  A los 42 días de cautiverio, un rebelde, enviado por Quintana Roo rescata a Leona y huyen a la sierra.  En 1813, Leona conoce a José María Morelos y Pavón y la reconoce como un ejemplo para la nación.  Varios años después (1818), Leona y Quintana Roo, aún encontrándose huyendo de los realistas a salto de mata, ven nacer a su hija Giovanna.  Este acontecimiento provoca que Quintana Roo le pida a su ahora mujer que busque ayuda y entregue su petición de indulto.  En 1824, ya consumada la Independencia, Leona Vicario es vista con sus hijas y su esposo, en la opulencia que la caracterizó antes de ser arrestada.

## Personajes
Personaje(s) clave: Leona Vicario 

Otros personajes: 

Andrés Quintana Roo 

José María Morelos y Pavón 